# Ломтатидзе, Александр Спиридонович
Александр Спиридонович Ломтатидзе (груз. ალექსანდრე სპირიდონის ძე ლომთათიძე, 25 мая 1882 — 1924) — грузинский политик, член Учредительного собрания Грузии (1919—1921).

## Биография

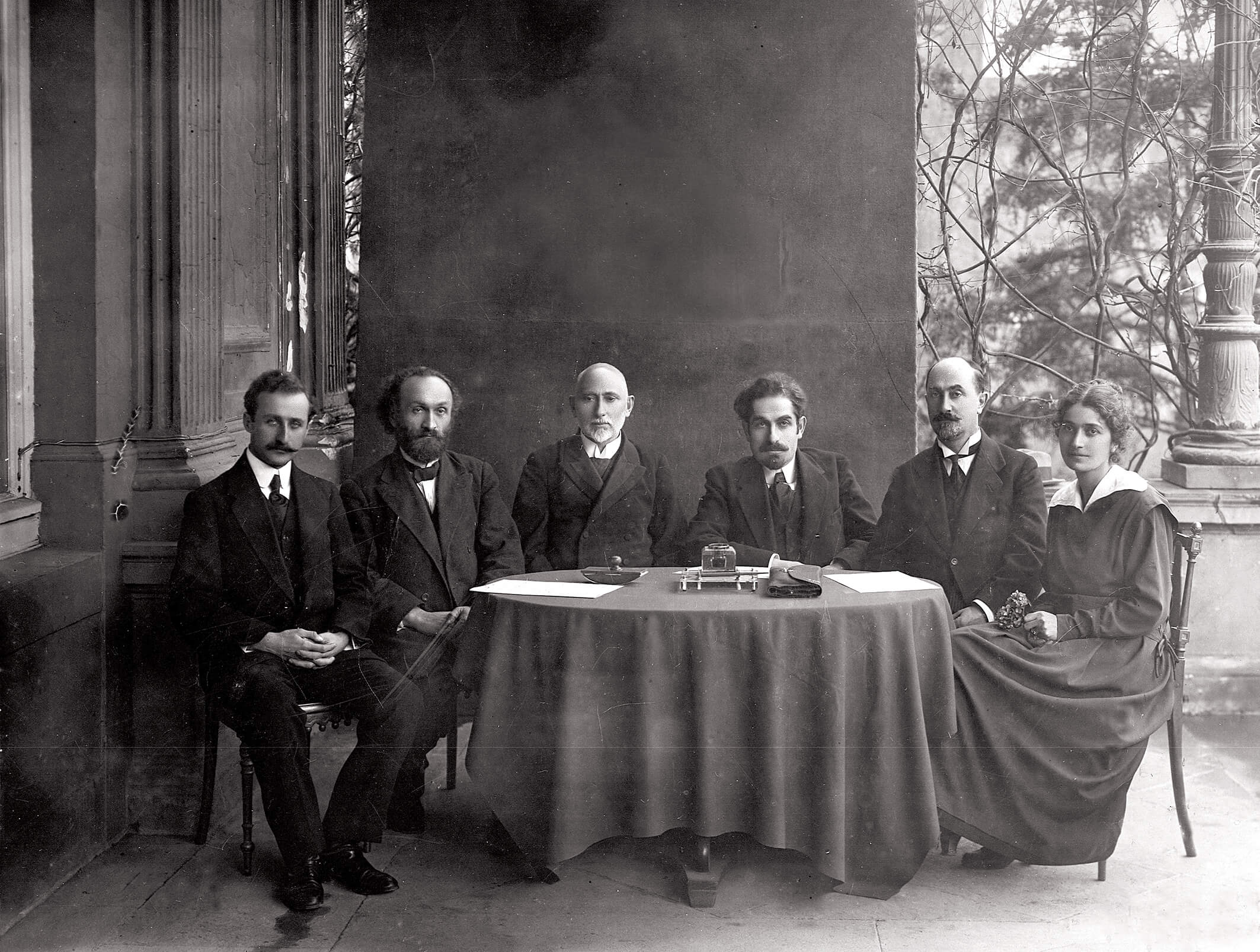
Президиум Учредительного собрания Грузии: К. Джапаридзе, Григол Натадзе, Э. Такаишвили, А. Ломтатидзе, С. Мдивани и Кристина Шарашидзе. Тифлис, 1918

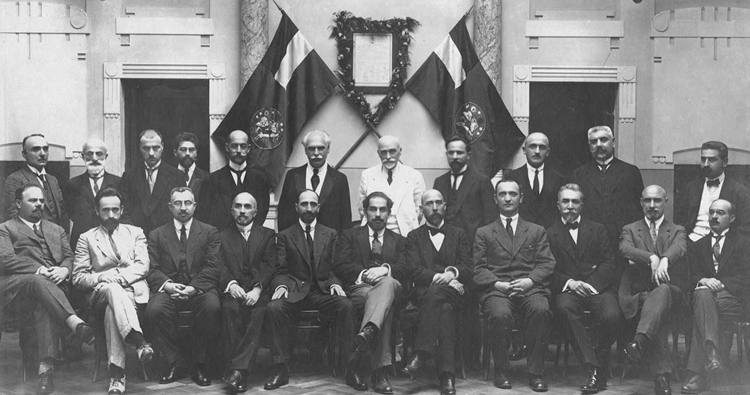
Члены правления Госбанка Грузии на его открытии.
В центре — А. Ломтатидзе

Родился в семье бедного крестьянина. Учился в двухклассной школе в селе Бахви, а затем во 2-й гимназии в Тифлисе. В старших классах подрабатывал репетиторством. Занимался в марксистских кружках с гимназических времён.
Окончил историко-филологический факультет Императорского Харьковского университета. Был руководителем студенческой социал-демократической организации. Сотрудничал с грузинскими периодическими изданиями. Был членом меньшевистской фракции РСДРП.
В 1912 году был арестован по политическим мотивам и выслан в Вологодскую губернию. В 1913 году уехал за границу, жил в Лейпциге.
Вернулся в Тифлис в 1913 году и работал учителем. Был избран в совет Тифлиса. После февральской революции 1917 года от Тифлиса был послан делегатом на Всероссийский съезд Советов.
Член Национального совета (1918) Закавказского сейма. 26 мая 1918 года подписал Декларацию независимости Грузии. Член парламента Грузии от социал-демократической партии. В феврале 1919 года был избран председателем Тбилисского городского совета[уточнить].
12 марта 1919 года был избран членом Президиума Учредительного собрания Грузии и заместителем председателя собрания.
Внёс значительный вклад в подготовку конституции Грузии.
В ночь с 24 на 25 февраля 1921 года, когда правительство Грузии приняло решение покинуть Тифлис, Александр Ломтатидзе отказался эмигрировать.
13 июля 1921 года он был арестован после резкой дискуссии на митинге со Сталиным. Был заключён в тюрьму Метехи. 20 марта 1923 года отправлен в суздальский политизолятор, затем в село Лапашино Марийской автономной республики и, далее, в Чувашию. Позже из-за тяжёлой болезни ему разрешили переехать в Ташкент. Был снова арестован и заключён в тюрьму после начала восстания в Грузии (1924). Умер в тюрьме.
Похоронен в Ташкенте, на христианском кладбище.